# Chito Zeballos
Chito Zeballos, nombre artístico de Prudencio Alberto Enrique Zeballos (1936-1996), fue un cantante, y guitarrista, intérprete de música folklórica de Argentina. Está considerado uno de los cantantes más destacados y representativos de la música riojana.
A comienzos de la década de 1960 formó el trío Tres para el Folklore, junto con Lalo Homer y Luis Amaya, quienes establecieron un nuevo estándar en la forma de interpretar la guitarra en la música folklórica que fue seguido desde entonces. En la ciudad de Córdoba tuvo una famosa peña. Se radicó en Neuquén, donde falleció a los 60 años de edad, el 26 de octubre de 1996.
Entre las principales canciones de su repertorio se destacan Zamba de los mineros (Jaime Dávalos-Cuchi Leguizamón), donde se destacada su recitado de "Temor del sábado", Elegía a la Victoria Romero (Ramón Navarro-A. Ferrko), La zarateña (Atahualpa Yupanqui), Tonada para Manuel Rodríguez.

## Discografía
- Guitarreando (1962), con Tres para el Folklore
- Cantata Riojana (1985), con otros artistas
- Encuentro (1993), con Juan Falú

### Solista
- La Rioja en la sangre (1965)
- Soy de raíz
- Voz y sentir de La Rioja
- Para la flor y el fusil (1973)
- La vida dos veces  (1984)
- Chito Zeballos en vivo "Tonos Y Toneles" (Cordoba)
- Chito Zeballos. La Historia de Folklore (Recopilación)
- Chito Zeballos Homenaje (2007) (Recopilación en álbum doble)